# Georg von Langsdorff

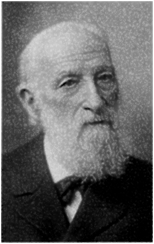
Georg von Langsdorff

Georg von Langsdorff (* 14. Juli 1822 in Rio de Janeiro; † 26. Dezember 1921 in Freiburg im Breisgau) war Zahnarzt, Parapsychologe, Schriftsteller und 1848 in Freiburg Anführer der aufständischen Republikaner während der Deutschen Revolution 1848/1849.

## Leben
Langsdorff war der Sohn des Arztes und Naturforschers Georg Heinrich von Langsdorff und dessen Ehefrau und Cousine Wilhelmine von Langsdorff. Der Vater wurde 1812 russischer Generalkonsul in Brasilien und unternahm 1825 bis 1829 eine große Expedition ins Innere von Brasilien. Hierbei erkrankte er an Malaria und Gehirntyphus, was die Familie 1830 veranlasste nach Europa zurückzukehren, wo sie zunächst in Baden-Baden und dann in Freiburg wohnte. 1832 begann Georg seine Ausbildung am Gymnasium in Freiburg. Ab 1843 studierte er Medizin an der Universität Freiburg, von 1844 bis 1846 an der Universität Heidelberg und dann wieder in Freiburg. Die für 1848 vorgesehene Abschlussprüfung war aufgrund seiner Teilnahme an der Revolution nicht mehr möglich.
Bereits seit 1834 durften die Gymnasiasten turnen, woran sich Langsdorff beteiligte. 1845 gehörte er in Heidelberg zu den Gründern eines Turnvereins und nach seiner Rückkehr nach Freiburg 1846 beteiligte er sich dort an der Gründung der Freiburger Turnerschaft von 1844, deren Vorsitzender der Chirurg Karl Friedrich Hecker wurde. Langsdorff wurde Turnwart, die liberalen Politiker Karl von Rotteck junior und Carl Mez waren ebenfalls im Verein.

### In der Revolution 1848
Im April 1848 bildeten die Freiburger Turner ein militärisches Corps und führten auch öffentlich militärische Übungen durch. Langsdorff wurde am 22. April 1848 auf einer Volksversammlung in Freiburg per Akklamation zum Anführer der aufständischen Republikaner gewählt. Rotteck und Mez hatten aufgrund der in Freiburg bereits bekannten Niederlage Heckers im Gefecht auf der Scheideck dringend von der Weiterführung des bewaffneten Aufstandes abgeraten, während Studenten und Turner weitermachen wollten und die Ankunft von Hecker und Struve in Freiburg erwarteten. Langsdorff führte auch am 24. April während des Sturms auf Freiburg durch die Bundestruppen und bei den Vorbereitungen am Vortag das Kommando über die Freischaren. In das Gefecht bei Günterstal am 23. April griffen seine Freischaren nicht wirklich ein. Langsdorff wurde sein zögerliches Verhalten vorgeworfen, da er beispielsweise die städtischen Kanonen Freiburgs erst spät durch die Revolutionäre übernehmen ließ. Beim Sturm der Bundestruppen am 24. April hatten die Freischaren keine ernsthafte Chance und Freiburg war in 90 Minuten eingenommen. Langsdorff wurde mit dem Spottnamen Münstergeneral belegt, weil er die Kämpfe vom Münsterturm aus mit dem Fernglas verfolgte. Der Anführer und viele Aufständische flüchteten vor den Bundestruppen; Langsdorff über Straßburg nach Muttenz in der Schweiz. Im September 1848 beteiligte sich Langsdorff auch am misslungenen Struve-Putsch und floh danach wieder in die Schweiz, wo er den Winter 1848/49 in Zürich verbrachte.
In der 10. Strophe des Spottlieds Das Guckkasten-Lied vom großen Hecker wird auch Langsdorff erwähnt:
Langsdorf will recognosciren,

Läßt sich auf den Münster führen,

Und guckt durch ein Perspektiv,

Ob es gut geht oder schief.

### Im Exil
Von Zürich zog Langsdorff 1849 mit seiner späteren Ehefrau Amalie Wischek († 1892) in die USA nach Erie, Pennsylvania. Er war als Chirurg und Geburtshelfer tätig. 1850 wurde hier sein Sohn geboren. 1856 siedelte er sich in Cleveland an, wo er 1861 am Ohio College of Dental Surgery seine Ausbildung als Zahnheilkundler mit dem Grad eines Doctor of Dental Surgery (DDS) am Ohio College of Dental Surgery in Cincinnati abschloss. Er führte jedoch bereits fünf Jahre eine zahnärztliche Praxis.
1862 erließ das Großherzogtum Baden eine Amnestie für die Teilnehmer an der 1848/49er Revolution und Langsdorff kehrte aus dem Exil nach Deutschland zurück, wo er sich in Mannheim niederließ.

### Der Zahnarzt
Am 27. Februar 1862 erhielt er in Mannheim die Zulassung als Zahnarzt.
1866 bis 1884 veröffentlichte er 43 Beiträge in zahnärztlichen Fachzeitschriften, wobei er sich besonders der Zahnerhaltung widmete.
Seine Praktische Anweisung für die Regulirung der Zähne, die 1863 erschien, war eines der ersten Lehrbücher für Kieferorthopädie. 1870 verlegte er seine Praxis nach Freiburg und 1877 beantragte er beim Senat der Universität Freiburg, wo er inoffiziell als Dozent und Examinator gewirkt hatte, die Einrichtung eines Faches Zahnheilkunde, was wegen mangelnder Finanzierung abgelehnt wurde; die Idee wurde erst 15 Jahre später realisiert. Etwa zu dieser Zeit schloss Langsdorff seine Praxis.

### Alternative Medizin
Langsdorff plädierte für die Alternative Medizin und machte 1890 in seinem Haus den Versuch, eine Privatklinik mit Kneipp-Medizin zu eröffnen, wofür ihm aber die Genehmigung versagt wurde. Er war auch ein Verfechter diätetischer Maßnahmen und propagierte Heilmagnetismus.

### Der Parapsychologe
Schon während seines amerikanischen Exils – wo er Andrew Jackson Davis kennenlernte – hatte Langsdorff sich dem Spiritismus zugewendet. Zwischen 1883 und 1917 publizierte er dann in diversen spiritistischen Zeitschriften Deutschlands etwa 800 Beiträge und zudem brachte er etwa 20 Bücher zu diesem Themenkreis heraus. Nachdem 1892 sein Freiburger Haus versteigert wurde, kaufte er sich nach dem Tod seiner Ehefrau als Pfründner beim Evangelischen Stift in Freiburg ein und begab sich auf Vortragsreisen zu spiritistischen Vereinen in ganz Deutschland. 1905 ging er in eine Gral-Orden-Kolonie in Arkansas, bis er deren betrügerische Absichten erkannte und entlarvte, und bereiste Mexiko. Erst 1910 kehrte er in das Evangelische Stift in Freiburg zurück, wo er 1921 verstarb.

## Veröffentlichungen
- Das Ganze des Spiritualismus, Leipzig, Besser, 1889 (Nachdruck Paderborn: Sarastro-Verl., 2012)
- Kurze Anleitung zur Erlernung der Psychometrie oder Entwicklung des in uns noch unerforschten sechsten Sinnes, Leipzig, Mutze, 1898 (Nachdruck München: Carussell-Verlag, 1981)
- Die Licht- und Farbengesetze und deren therapeutische Anwendung, Karlsruhe 1894 (Nachdruck Niedernhausen/Ts.: Protzmann, 1977)
- Wie kann ich ein Medium werden?, Leipzig: Oswald Mutze, 1921, 4. Aufl.
- Ein Wegweiser für das Magnetisieren und Massage, Leipzig: Mutze, 1915, 6., verm. u. verb. Aufl.
- Die Schutzgeister und eine vergleichende Uebersicht der Erscheinungen des Lebensmagnetismus, durch ein Medium erhalten und herausgegeben von Dr. Georg v. Langsdorff, Leipzig, Mutze, 1897
- Praktische Anweisung für die Regulirung der Zähne, Richter, 1863
- Entstehung und Sittenlehre der ehelichen Liebe, A. J. Jackson, übersetzt von Dr. G. v. Langsdorff, Leipzig, Verlag von Oswald Mutze
- Der geistige Körper unserer Seele, Leipzig, Verlag von Oswald Mutze
- Zur Einführung in das Studium des Magnetismus, Hypnotismus, Spiritualismus nebst Kritik von drei Broschüren und eines Buches des magnetischen Heilers Dr. Jul. Ed. Timmler in Altenburg, Verlag von Karl Siegismund, 1889
- Die Lichtfarbenstrahlen und ihre Heilkraft für Krankheiten, Otto Nemnich, 1900